# Josep Garcia Sanz
Josep Garcia Sanz, més conegut com a «lo Canalero» (Roquetes, 4 d'agost de 1914 - 26 de juny de 2004) fou un dels més coneguts cantadors de jota de la cadena tradicional a les Terres de l'Ebre.

## Biografia
Josep Garcia Sanz, conegut com "lo Canalero" va néixer a la ciutat de Roquetes, el 1914 en el si d'una família de pagesos i de venedors al mercat. El sobrenom del Canalero li ve per part de l'avi matern, que havia estat encarregat de les obres del Canal de la Dreta de l'Ebre i, un cop acabades, s'havia quedat treballant com a supervisor del canal des de Xerta fins a Amposta.

### L'inici
De ben petit ja cantava jotes tortosines, però a l'edat de setze anys comença a cantar de manera més continuada, primer a Roquetes i després pels pobles i ciutats de les comarques ebrenques. Comença a cantar amb Perot de la Ràpita i Boca de Bou de Sant Jaume, tot i que també ho fa al costat de Carrinya, Tafalla, Caragol i Güec, aquests tres últims de Roquetes.
Durant la Guerra Civil (1936-1939) fou mobilitzat i passà els anys a Tarragona. Un cop acabada la Guerra Civil, torna a Tortosa. L'any 1940 es casa amb Carme Fàbregues Calvet i un any després naixia la seva filla, Carme Garcia Fàbregues.
L'any 1949 es va fer un concurs de cantadors de jota a l'Estadi Municipal de Tortosa per festes de la seva patrona, Mare de Déu de la Cinta. Hi van participar Perot, Boca de Bou i el Canalero. Aquest darrer cantà a la pagesia de l'Ebre en la seva varietat dialectal –el tortosí–, fet que va sorprendre al públic tant per la llengua escollida per al cant com pel tema escollit per a la jota, l'olivada. Feia així:
- Des que canta Perot
no se'n poden posar lloques,
perquè s'ha begut tots los ous
de Jesús, Roquetes i hortes.
A partir d'aquí, el català anà substituint el castellà com a llengua de la jota tortosina. No només eren festes majors i celebracions patronals on cantava, també voltes de quintos en gran part de pobles de la comarca, comunions, casaments, homenatges i inauguracions, etc. A la dècada dels seixanta s'afegeix com a cantador de jota a les Terres de l'Ebre l'ampostí Teixidor. A la dècada dels setanta, el tortosí Joseret. A la dècada dels noranta, canta molts cops amb el grup Quico el Cèlio, el Noi i el Mut de Ferreries a Tortosa, Roquetes i Mallorca. El Canalero ha estat un pont d'unió entre el folklore tradicional i antic amb un d'arrel més moderna com representen els Quicos.

## Premis i reconeixements
Rep el títol honorífic de “Tortosí de l'any 1987” com a difusor de la jota tortosina i se'l convida a portar, junt amb la seva Rondalla, la bandera de la ciutat a l'Ofrena de les Festes de la Cinta. L'any 1989, la seva ciutat, Roquetes, li ret un homenatge oferint-li el carrer on va viure a nom seu i una festa d'agraïment a la seva tasca com a difusor i mantenidor de la jota tortosina, fou també l'encarregat del pregó de Festes Majors. A finals dels anys noranta se li fa un petit homenatge a Sant Carles de la Ràpita pels anys que ha estat cantant a les Festes Majors de la Vila. L'any 2000 l'homenatgen l'Escola de Música i Dansa Tradicional de Tortosa i l'any 2001 l'Entitat Municipal Descentralitzada de Jesús li realitza un homenatge durant la Fira de l'Oli d'aquell any.

## Aportacions del Canalero a la jota
La jota tortosina cantada per cantadors professionals té poc més de segle i mig d'existència. En un principi les cançons eren de quatre versos i en castellà, posteriorment van ser de sis versos amb la repetició dels dos últims i també cantats en castellà. Les aportacions que fa el Canalero són:
1. Els cantadors repetien el segon vers de la cançó, aquest era el senyal per tal que els músics paressin. Aquesta era una repetició innecessària, de la qual va prescindir el Canalero; feia un gest amb la mà i la rondalla parava.
2. La llengua catalana s'incorporà al cant de la jota a partir de mitjan segle xx, a poc a poc, fins a substituir el castellà.[4]